# Elezioni parlamentari in Austria del 1970
Le elezioni parlamentari in Austria del 1970 si tennero il 1º marzo per il rinnovo del Nationalrat. In seguito all'esito elettorale, Bruno Kreisky, esponente del Partito Socialista d'Austria, divenne Cancelliere.

## Risultati
| Liste                                                       | Voti      | %     | Seggi |
| ----------------------------------------------------------- | --------- | ----- | ----- |
| Partito Popolare Austriaco                                  | 2 221 981 | 48,42 | 81    |
| Partito Socialista d'Austria                                | 2 051 012 | 44,69 | 78    |
| Partito della Libertà Austriaco                             | 253 425   | 5,52  | 6     |
| Partito Comunista d'Austria                                 | 44 750    | 0,98  | –     |
| Partito Democratico Progressista                            | 14 925    | 0,33  | –     |
| Partito Nazional-Democratico                                | 2 631     | 0,06  | –     |
| Adolf Glantschnig - Per l'Umanista, il Diritto e la Libertà | 237       | 0,01  | –     |
| Totale                                                      | 4 588 961 | 100   | 165   |